# Fjällsyra
Fjällsyra (Oxyria digyna) är en art i familjen slideväxter med stort utbredningsområde i arktiska och alpina områden på norra hemifären.
Växten är en flerårig kal ört, till 30 cm hög. Stjälken är vanligen bladlös med uppåtriktade grenar i blomställningen. Rosettbladen är njurlika och långskaftade. Blommorna kommer i en vipplik ställning och är grönaktiga, hängande. De har fyra hylleblad och sex ståndare. Frukterna är platta och har en bred ofta rödaktig vingkant. Den är viktig som föda för både större djur och insekter 
Artepitetet digyna (grek.) betyder "med två stift". 

## Synonymer
Acetosa digyna (L.) Mill.
Donia digyna (L.) R.Brown
Donia sapida R.Brown
Lapathum digynum (L.) Lam.
Oxyria acida R.Br. ex Lindl.
Oxyria digyna f. elatior R. Brown
Oxyria elatior R.Br. ex Meisn.
Oxyria reniformis Hook.
Oxyria reniformis var. elatior (R.Brown) Regel
Oxyria rotundifolia Gray
Rheum digynum (L.) Wahlenberg
Rumex digynus L.
Rumex reniformis Radde